# Metoda podwójnego sprawdzenia
Metoda podwójnego sprawdzenia, znana także jako metoda angielska, metoda naturalnego planowania rodziny, polegająca na rozpoznaniu początku i końca fazy płodności.
Objawy służące określeniu fazy płodności to:
- podstawowa temperatura ciała
- śluz szyjki macicy
- objawy szyjki macicy
- kalkulacje, obliczenia dnia cyklu

Zasady tej metody zostały opracowane na przełomie lat 70. i 80. XX wieku przez ginekologów z Queen Elizabeth Birmingham Maternity Hospital w Wielkiej Brytanii. Wieloletnie badania naukowe dotyczące wskaźników płodności oraz analizy innych metod planowania rodziny pozwoliły w 2002 na wprowadzenie niewielkich zmian ułatwiających stosowanie metody. W Polsce metoda ta jest rozpowszechniana przez Polskie Stowarzyszenie Nauczycieli Naturalnego Planowania Rodziny.